# Kráter Műhely Egyesület
A Kráter Műhely Egyesület egy 1991-ben alapított egyesület, mely mai magyar irodalmi művek kiadása mellett fő céljának tekinti a múltban kitagadott vagy elhallgattatott írók munkáinak eljuttatását az olvasókhoz Magyarország határain kívül és belül. A kiadó évente 35–40 könyvet ad ki, köztük portugál, orosz, olasz, dán, román, litván (és más nyelvű) műfordítás-köteteket.
1998-ban a Kráter a Frankfurti Könyvkiállítás Legszebb Könyv-díjában részesült Tóth Éva Emlékvers című, 13 nyelven „megszólaló” verseskönyvével, amely 1956 magyar eseményeinek állít költői emlékművet.
Rendszerváltó könyvkiadóként adja ki a román kommunista rendszer által halálra ítélt, majd emigrációba kényszerített Wass Albert életművét, a magyar irodalompolitika megtűrt kategóriájába sorolt Németh László összes szépirodalmi munkáit, 1956 magyar költői közül a fegyverrel a kezében eleső Petőfi-utód, Gérecz Attila verseit és a hetven évi hallgatásra ítélt, tragikus sorsú Daday Loránd (Székely Mózes) életművét.
2008. január 8-án, a Wass Albert születésének 100. évfordulóján rendezett gálaműsor alkalmával Egyesület nevében örök megőrzésre átvette a Magyar Művészetért Alapítvány Wass Albertet illető posztumusz Árpád fejedelem-emlékdíját.
A KME hangsúlyt helyez a nemzeti és keresztény szellemű irodalmi tradíció és a kortárs magyar, illetve európai irodalom kiadására és bemutatására. Elsősorban ezt a célt szolgálja az évi 10 alkalommal megjelenő PoLíSz című irodalmi-kulturális folyóirat is. (A lap címe mozaikszó: a politika, líra és széppróza szavakból.).
Céljainak elérését konferenciák, kihelyezett emlékülések, író-olvasó találkozók és előadókörutak segítik. Többek között írók, szaktudósok és kisebbségi vezetők részvételével évente rendeznek meg az elsősorban etnokulturális kérdéseket felvető Kárpát-medencei Keresztkötődések Konferenciákat.
Pályázatokkal és díjakkal a nemzeti kultúránkat magas fokon kifejező és népszerűsítő alkotókat jutalmazza a kiadó, illetve elő kívánják segíteni fiatal alkotók felfedezését és bevezetését az irodalmi életbe. (Ld.: PoLíSz költői-, műfordítói- és esszéírói pályázatai, a PoLíSz Gyulai Pál-díja, a Csengey Dénes-díj és Szociográfiai Pályázat, továbbá a Wass Albert életének és életművének szakmai kutatásában elért kimagasló eredményeket jutalmazó Wass Albert-díj és Emlékérem.
Könyvkiadásában megtették az első lépéseket a magyar kultúra európai kultúrkörbe történő visszaillesztése és az európai kultúra sajátos értékeinek importja terén (ld. Kráter Klasszikusok könyvsorozat).
2002. évi alapszabály-módosításuk mutatja, hogy az Egyesület szervezője a tömbmagyarság-szórványmagyarság kulturális kapcsolatápolásának (konferenciák, ismeretterjesztő előadások, kulturális versenyek támogatása, pályázatok kiírása, stb.).
Az egyesület további feladatának tekinti telephelyének, Pomáz Város népművészeti és szellemi örökségének feltárását, ápolását és népszerűsítését, kulturális és művészeti életének fejlesztését, és kulturális idegenforgalmi szolgáltatások végzését a „Kráter Pomáz Városáért” program keretei között.
Alapító tagjainak száma: 14 fő.

## Díjak, elismerések
- 1998. november 16. Az 56-os Magyarok Világszövetsége Világtanácsának elismerése
- 1999. október 14. Az 51. Frankfurti Könyvvásár „Szép Könyvek Frankfurtra” versenyen a legszebb könyvért elnyert oklevele Tóth Éva Emlékvers c. könyvéért
- 2000. június 2. A Szép Magyar Könyv Versenyen szépirodalmi és ifjúsági könyvek kategóriában a Nemzeti Kulturális Alapprogram különdíja Tóth Éva Emlékvers c. könyvéért
- 2005. április 23. A XII. Budapesti Nemzetközi Könyvfesztivál Budai Díja a Wass Albert CD-ROM-ért
- 2006. április 23. A XIII. Budapesti Nemzetközi Könyvfesztivál Budai Díja A nevető Erdély c. könyvért (szerk. Kovács Attila Zoltán)
- 2007. április 26. A III. Szegedi Könyvkiállítás és Vásár Könyvversenyén a Határon Túli Irodalom kategóriában elért I. helyezés az Erdély szolgálatában – Emlékírók könyve c. kiadványért (szerk. Kovács Attila Zoltán)
- 2008. A Magyar Művészetért Kuratórium és a Herendi Porcelánmanufaktúra Árpád fejedelem-emlékdíja a Wass Albert emlékév megrendezéséért
- 2008. október European Society for Education and Communication Erasmus Euromedia–díja A nevető Erdély c. könyvért (szerk. Kovács Attila Zoltán)